# Moskovskaja (metropolitana di Samara)
La stazione Moskovskaja (Московская) è una stazione della metropolitana di Samara.

## Storia
La stazione venne aperta all'esercizio il 27 dicembre 2002.